# Radnice ve Friedbergu
Radnice ve Friedbergu je renesanční stavba ve Friedbergu, v Bavorsku. Je sídlem části městské správy.
Budova stojící na náměstí Marienplatz v centru historického starého města byla vytvořena kolem roku 1680 žákem augšpurského stavitele Eliase Holla. V zasedací místnosti, kde se konají schůze rady, jsou dobře zachovalé fresky a kazetový strop. Historická věžička byla přestavěna v roce 1911.

## Galerie

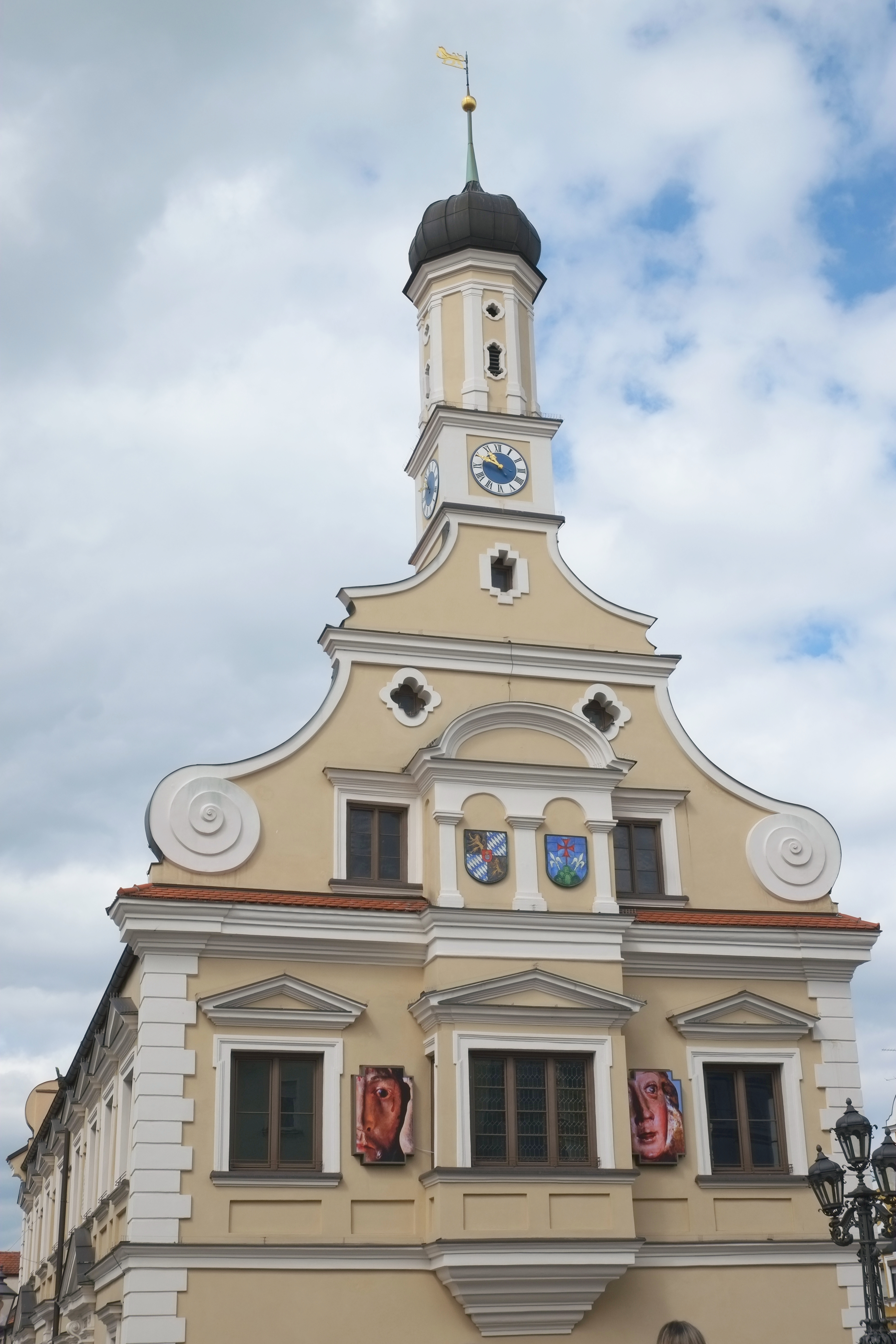
Radnice ve Friedbergu
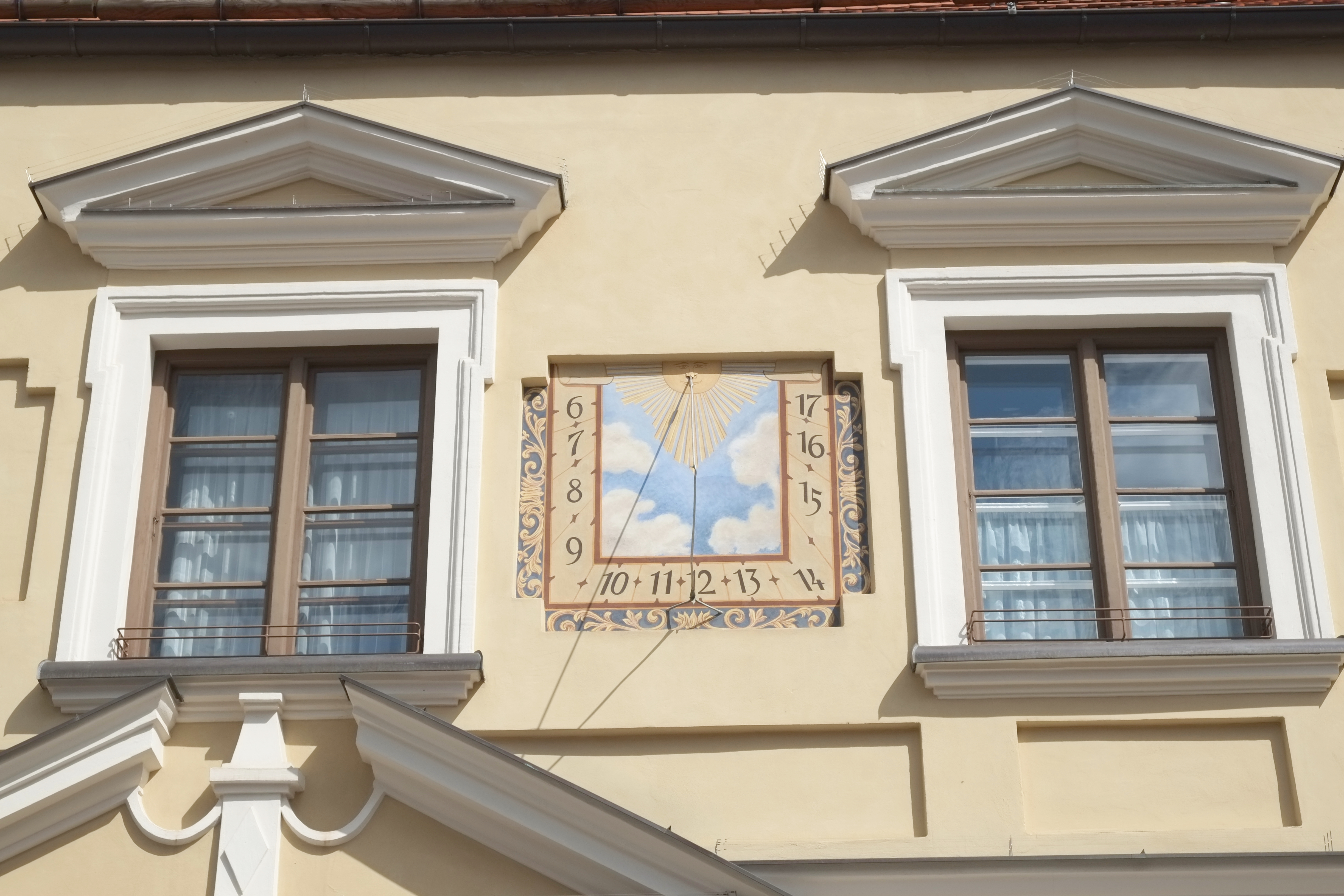
Radnice ve Friedbergu
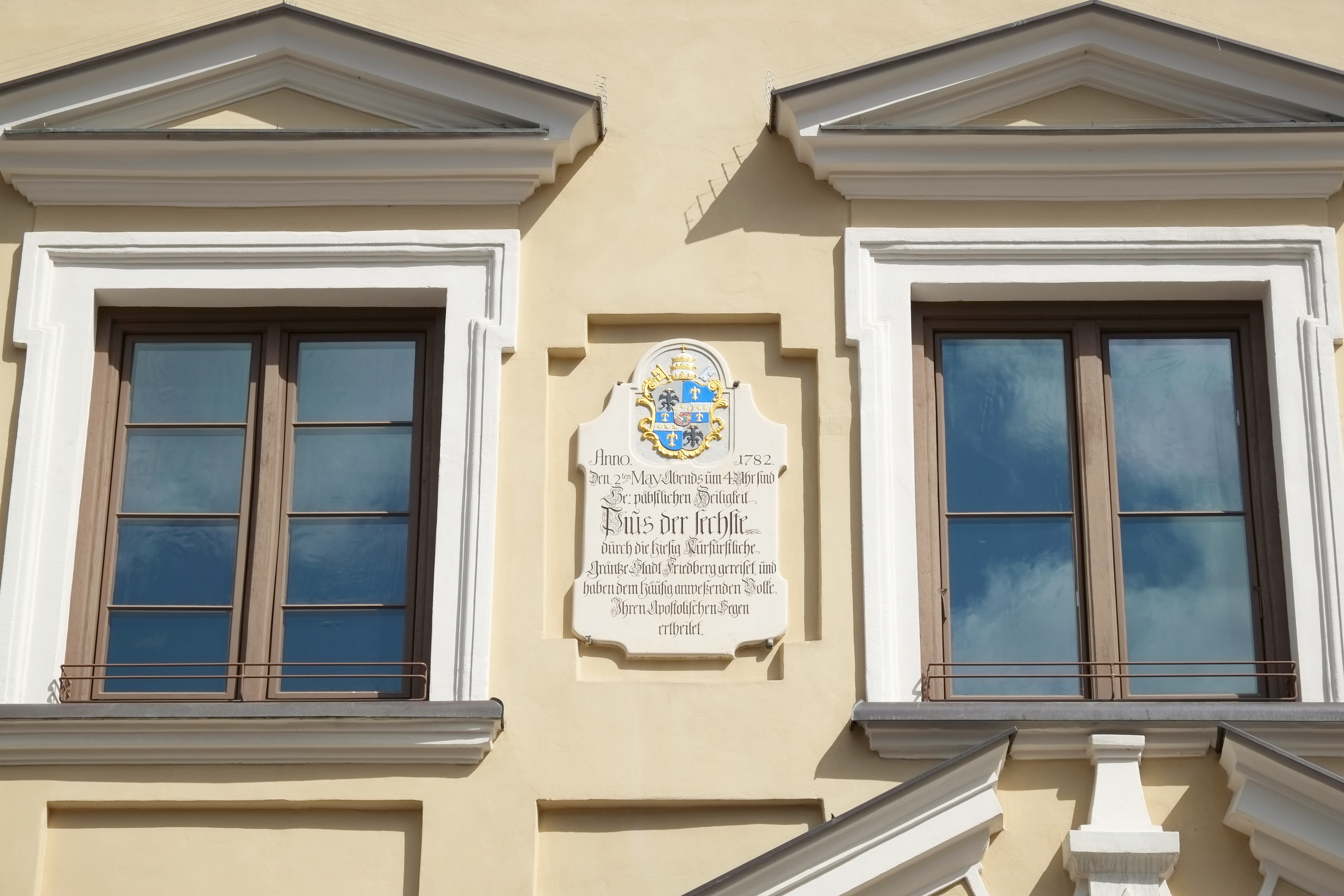
Radnice ve Friedbergu
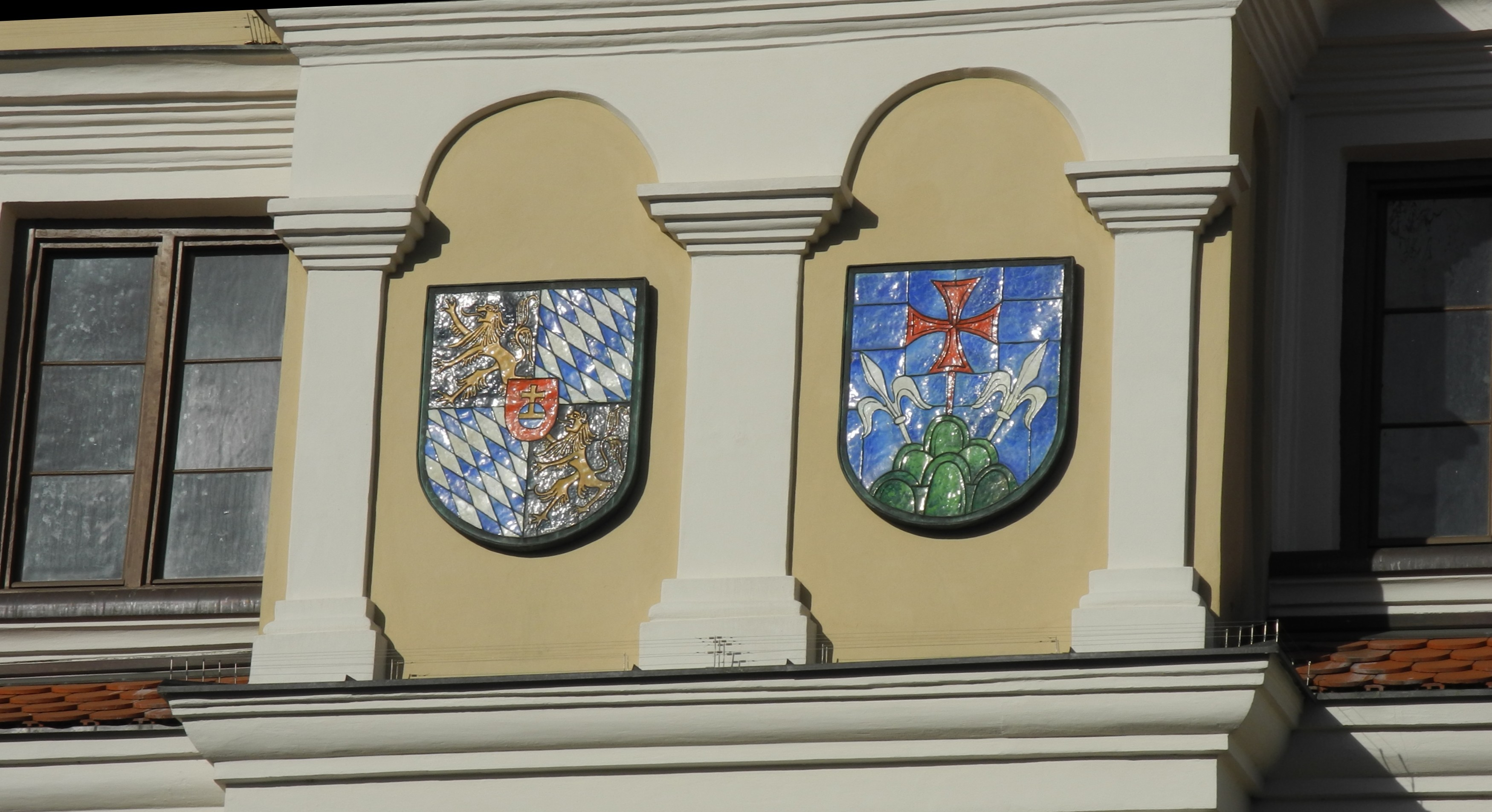
Radnice ve Friedbergu
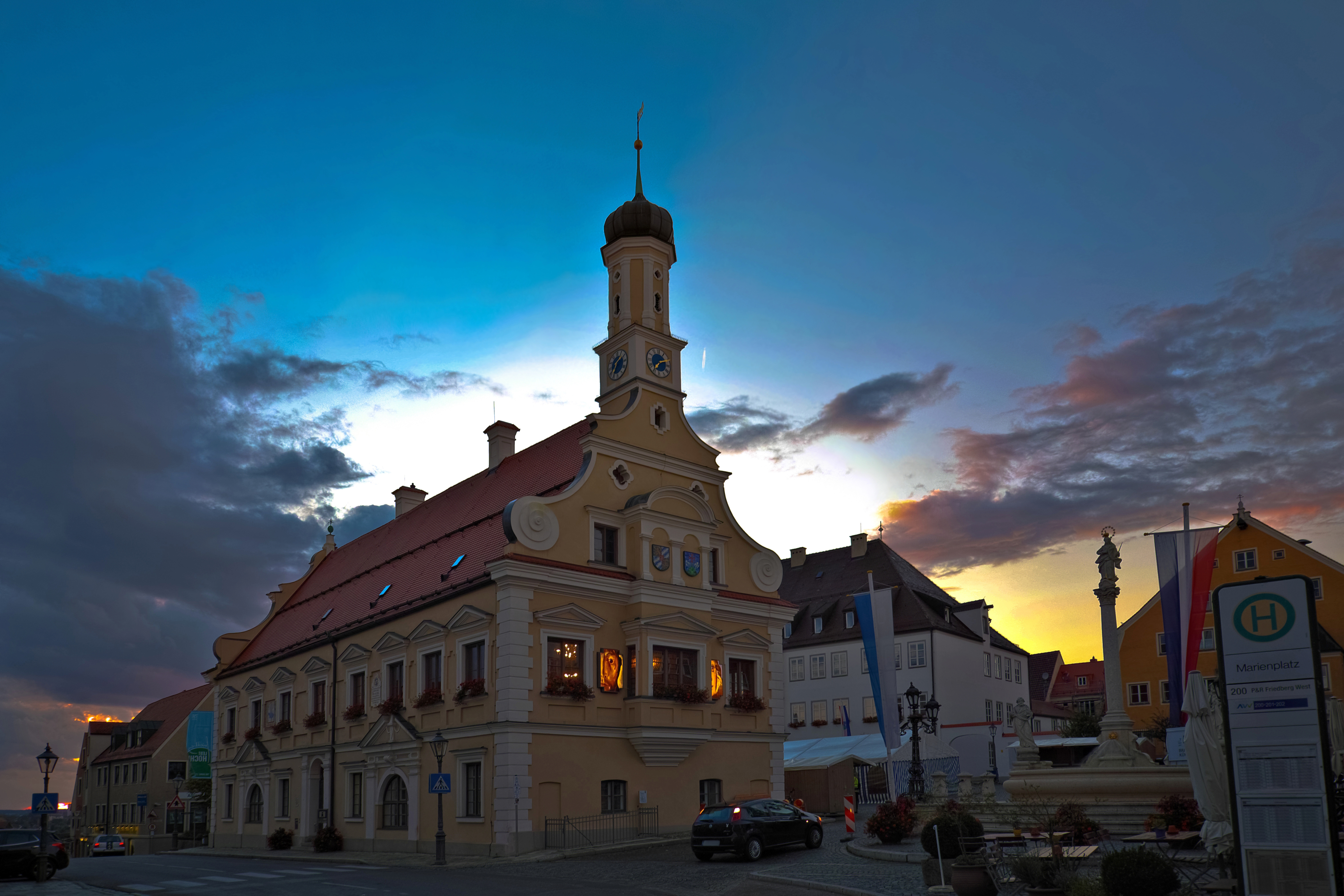
Radnice ve Friedbergu